# Чухоју (Бихор)
Чухоју (рум. Ciuhoiu) насеље је у Румунији у округу Бихор у општини Чухој. Oпштина се налази на надморској висини од 110 m.

## Становништво
Према подацима из 2011. године у насељу је живело 2249 становника.